# Porcupine, South Dakota
Porcupine är en så kallad census-designated place i Oglala Lakota County i South Dakota. Vid 2010 års folkräkning hade Porcupine 1 062 invånare.